# Oliver Olsen
Oliver Olsen (født 13. august 2000) er en dansk fodboldspiller, der spiller som forsvarer for Superliga-klub Randers FC.

## Klubkarriere

### Esbjerg fB
I 2004, som 4-årig, begyndte Olsen at spille fodbold med sine venner i en lokal klub kaldet Starup IF. Han gik faktisk også til både håndbold og svømning , udover også at gå til fodbold. Han kom senere til Esbjerg fB og i 2015 underskrev han sin første kontrakt med klubben.
Den 2. oktober 2017 sad Olsen på bænken for første gang for Esbjergs førstehold i en kamp mod Vendsyssel FF i 1. division.

### FC Midtjylland
Et halvt år før Olsens' kontrakt med Esbjerg fB udløb, den 1. februar 2018, solgte Esbjerg Olsen til FC Midtjylland, hvor han begyndte på deres U-19-trup.
Olsen spillede resten af sæsonen 2017/18 med U-19-truppen. Fra sæsonen 2018/19 blev han rykket op i førsteholdstruppen. I november 2018 sad Olsen på bænken for førsteholdet mod sin tidligere klub Esbjerg fB. En måned senere, den 16. december 2018, fik han sin professionelle debut for klubben. Olsen startede på bænken, men erstattede Rilwan Hassan med et minut tilbage af kampen.
Den 29. juli 2021 blev Olsen udlejet til 1. Divisions-klub FC Fredericia for sæsonen 2021-22 for at få lidt spilletid. Efter sæsonen 2021-22 var færdig, blev låneopholdet forlænget helt indtil slutningen af sæsonen 2022-23.